# Romang (film)
Romang (로망?) è un film sudcoreano del 2019 scritto e diretto da Lee Chang-geun.

## Trama
Jo Nam-bong e Lee Mae-ja sono marito e moglie, rispettivamente di settantacinque e settantuno anni, sposati da quarantacinque. I due sono sempre stati uniti ed anche nella vecchiaia scoprono di soffrire della medesima malattia, la demenza senile. Anche in tale circostanza il loro amore, tuttavia, non diminuisce.